# 丁磺酸
丁磺酸是一种有机化合物，化学式为C4H9SO3H。它可由丁二硫醚或正丁硫醇的氧化反应制得。它和六氯环三磷腈（或氯化亚砜）反应，可以得到丁磺酰氯。在四丁基碘化铵存在下，它可以被三溴化硼-碘化钾试剂还原为丁二硫醚。